# Gouvernement de Québec
Ne doit pas être confondu avec Gouvernement du Québec.
1643–1764
(121 ans)
Entités précédentes :
- Colonie du Canada (sans division)

Entités suivantes :
- District de Québec

Le gouvernement de Québec est l’une des trois divisions administratives de la colonie du Canada jusqu’en 1764, les deux autres étant le gouvernement des Trois-Rivières et le gouvernement de Montréal. À l’époque de la Nouvelle-France, le territoire était divisé en cinq gouvernements particuliers : trois au Canada (Québec, Trois-Rivières, Montréal) puis celui de la Louisiane et celui de l'Acadie. Il y eut aussi un projet, qui n’a pas été réalisé, de créer un autre gouvernement, celui de Détroit. Chacune de ces régions était connue sous l’appellation gouvernement parce qu’elle avait à sa tête un gouverneur.
Il ne faut pas confondre le gouvernement de Québec, dont il est question dans le présent article, qui était le titulaire d'une partie de la Nouvelle-France, avec le Gouvernement du Québec, qui est l'actuel titulaire du pouvoir exécutif au Québec.

## Histoire
Il ne semble pas exister d’acte promulguant la création des trois gouvernements du Canada sous le régime français (1608-1763). En cela, le modèle d’ici s’apparente à celui de la France. À cette époque, la vallée du Saint-Laurent comptait trois noyaux de peuplement : Québec (1608), Trois-Rivières (1634) et Montréal (1642). Il devint alors nécessaire de créer trois gouvernements. À Québec, le premier lieutenant à porter le titre de « gouverneur et lieutenant-général » est Charles Huault de Montmagny en 1645. Qui dit gouverneur dit gouvernement. Ainsi sont apparus les trois gouvernements de la Nouvelle-France.
De quand date le gouvernement de Québec ? Il convient ici de distinguer le gouvernement général de la colonie, qui incombait au gouverneur de Québec, et le gouvernement particulier de Québec, distinct de celui de Trois-Rivières et de celui de Montréal. Cette volonté de créer trois gouvernements apparaît avec la fondation de Montréal en 1642, poste très éloigné de Québec. Si le premier à porter le titre de gouverneur est François de Champflour à Trois-Rivières en 1643, marquant la création du gouvernement particulier des Trois-Rivières, il est vraisemblable de croire que le gouvernement particulier de Québec a été créé en même temps, en 1643.
Lors de sa création en 1643, le gouvernement de Québec ne comptait qu’un seul établissement permanent, le poste de Québec. Des seigneuries avaient été concédées autour mais malgré quelques tentatives, personne n’habita ces seigneuries à cause de la menace iroquoise [...]

## Occupation britannique
Le gouvernement de Québec a été maintenu par les Britanniques durant le régime militaire (1760-1764), à la différence que durant cette période, chaque gouvernement était autonome et le gouverneur de Québec n'avait pas autorité sur ceux de Trois-Rivières (Ralph Burton) et de Montréal, (Thomas Gage). Les trois gouverneurs étaient sous le lointain commandement de Jeffery Amherst, basé à New York. Chaque gouvernement recourait à une monnaie d’un cours différent, exigeait un passeport pour l’entrée et la sortie. À la frontière qui le séparait du gouvernement de Trois-Rivières, se trouvait à Sainte-Anne-de-la-Pérade un poste frontière pourvu d’une garnison. En 1761 un total de 10,000 soldats britanniques demeurent en garnison principalement dans la vallée du Fleuve Saint-Laurent répartie à 68% dans les 3 villes principales, sept petites garnisons sont également disséminées dans les campagnes, le reste furent réparti dans les Pays-d'en-Haut et jusqu'au Fort de Chartres. Leur nombre total diminue à 4610 militaires en 1763.
Le gouvernement de Québec fut aboli le 10 août 1764 lorsque les Britanniques remplacèrent les trois gouvernements par deux districts, celui de Québec et celui de Montréal. La rivière Saint-Maurice marquait la division entre les deux districts.

## Géographie
Le gouvernement de Québec s’étendait de Grondines jusqu’à l'Atlantique, sur la rive nord du fleuve Saint-Laurent, et de Deschaillons jusqu’à l'extrémité de la Gaspésie, sur la rive sud.
Au nord, il s’étendait vaguement vers les terres de la Compagnie de la Baie d'Hudson, et au sud jusqu’à la Nouvelle-Angleterre.
Ces limites n’ont pas été fixées lors de la création du gouvernement en 1643. La superficie du gouvernement s’est étendue jusqu’à ce que le territoire du gouvernement de Québec rencontre celui du gouvernement de Trois-Rivières.
Aujourd'hui, son territoire s'étend sur les régions de la Capitale-Nationale, de la Côte-Nord, du Saguenay–Lac-Saint-Jean, de Chaudière-Appalaches, du Bas-Saint-Laurent, et de la Gaspésie–Îles-de-la-Madeleine.

### Seigneuries
Le gouvernement de Québec a compté jusqu’à 132 fiefs et seigneuries, depuis Grondines jusqu'aux Éboulements, au nord, et Deschaillons jusqu'aux établissements de la Gaspésie.
Trente-cinq (35) seigneuries sur la rive nord du fleuve Saint-Laurent (d'est en ouest) :
1. Mille-Vaches (1653)
2. Mount-Murray (1762)
3. La Malbaie (1653) Murray Bay (1762)
4. Les Éboulements (1683)
5. Rivière-du-Gouffre (1682)
6. Île-aux-Coudres (1687)
7. Beaupré (1636)
8. Île d'Orléans (1636)
9. Beauport (1634)
10. Notre-Dame-des-Anges (1626)
11. Des Islets (1671)
12. L'Épinay (1626)
13. Saint-Ignace (1647)
14. Les Récollets (1629)
15. Sault-au-Matelot (1623)
16. Ursulines (1639) Villeray (1663) Coulonges (1657)
17. Sillery (1651)
18. Saint-Gabriel (1647)
19. Hubert (1698)
20. Gaudarville (1652)
21. De Maure (1647)
22. Fossambault (1693)
23. Neuville (1653)
24. Bourg-Louis (1741)
25. Bélair (1672)
26. D'Auteuil (1693)
27. Jacques-Cartier (1649)
28. Portneuf (1647)
29. Perthuis (1753)
30. Deschambault (1640)
31. La Chevrotière (1724)
32. La Tesserie (1672)
33. Les Pauvres (1672)
34. Grondines-Ouest (1637)

Soixante-treize (73) seigneuries sur la rive sud du fleuve Saint-Laurent (d'ouest en est) :
1. Beauvais (1734)
2. Deschaillans (1674)
3. Lotbinière (1672)
4. Sainte-Croix (1637)
5. Bonsecours (1672)
6. Duquet (1672)
7. Belle-Plaine (1737)
8. Tilly (1672)
9. Gaspé (1738)
10. Saint-Gilles (1738)
11. Lauzon (1636)
12. Saint-Étienne (1737)
13. Jolliet (1697)
14. Sainte-Marie (1736)
15. Saint-Joseph (1736)
16. Saint-François (1736)
17. Aubert-Gayon (1736)
18. Aubin de I'Isle (l736)
19. La Martinière (1692)
20. Vincennes (1672)
21. Livaudière (1744)
22. Beaumont (1672)
23. La Durantaye et Saint-Michel (1672, 1736)
24. Saint-Vallier (1672, 1720)
25. Bellechasse (1637)
26. Rivière-du-Sud (1646)
27. Lespinay (1701)
28. Saint-Joseph (1672)
29. Gagné (1672)
30. Gamache (1672, 1689)
31. Sainte-Claire (1693)
32. Vincelot (1672)
33. Bonsecours (1677)
34. Lessard (1698)
35. L'Islet (1677)
36. Port-Joli (1677)
37. Rhéaume (1677)
38. La Pocatière (1672)
39. Saint-Denis (1679)
40. Kamouraska (1674)
41. Islet-du-Portage (1672)
42. Verbois (1673)
43. Rivière-du-Loup (1673)
44. Île-au-Lièvre (1672)
45. Le Parc (1673)
46. Villeroy (1673)
47. Île Verte (1684)
48. Madawosko (1683)
49. Trois-Pistoles (1687)
50. Rioux (1751)
51. Le Bic (1675)
52. Rimouski (1686)
53. Lessard (1696)
54. Lepage et Thivierge (1696)
55. Pachot (1689)
56. Mitis (1675)
57. Lac Mitis (1693)
58. Matapédia (1694)
59. Matane (1677)
60. Cap-Chat (1688)
61. Monts Notre-Dame (1688)
62. Monts-Louis (avant 1702)
63. La Magdeleine (1679)
64. Grande-Voilée (1691)
65. Anse de l'Étang (1697)
66. Grande-Rivière (1697)
67. Grand-Pabos (1696)
68. Port-Daniel (1696)
69. Paspébioc (1707)
70. Cloridan (1707)

### Paroisses
De 1608 à 1764, sur ces 132 seigneuries, sont apparues quarante-neuf (49) paroisses.
Vingt-cinq (25) paroisses sur la rive nord du fleuve Saint-Laurent :
1. Baie-Saint-Paul
2. Beauport
3. Cap-Santé
4. Château-Richer
5. Charlesbourg
6. Les Grondines
7. Deschambault
8. Les Écureuils
9. L'Ancienne-Lorette
10. L'Ange-Gardien
11. La Malbaie
12. Les Éboulements
13. Jeune-Lorette
14. Neuville
15. Petite-Rivière
16. Québec
17. Saint-Augustin
18. Saint-François
19. Saint-Jean
20. Saint-Joachim
21. Saint-Laurent
22. Saint-Pierre
23. Sainte-Anne-de-Beaupré
24. Sainte-Famille
25. Sainte-Foy

Vingt-quatre (24) paroisses sur la rive sud du fleuve Saint-Laurent :
1. Beaumont
2. Berthier
3. Cap-Saint-Ignace
4. Deschaillons
5. Kamouraska
6. L'Islet
7. La Pointe-Lévy
8. Lotbinière
9. Rivière-Ouelle
10. Saint-Antoine-de-Tilly
11. Saint-Charles
12. Saint-François
13. Saint-Henri
14. Saint-Jean-Port-Joli
15. Saint-Joseph-de-Beauce
16. Saint-Michel
17. Saint-Nicolas
18. Saint-Pierre-de-la-Rivière-du-Sud
19. Saint-Roch-des-Aulnaies
20. Saint-Thomas-de-la-Pointe-à-la-Caille
21. Saint-Vallier
22. Sainte-Anne-de-la-Pocatière
23. Sainte-Croix
24. Sainte-Marie-de-Beauce

Patrimoine religieux : Chacune de ces 49 paroisses avait son église et son presbytère. Il ne reste que neuf (9) églises qui datent du régime français (église de l'Hôpital-Général de Québec 1671, Notre-Dame-des-Victoires 1688, Saint-Pierre I.O. 1715, Beaumont 1726, Saint-Jean I.O. 1734, Saint-François I.O. 1736, Sainte-Famille I.O. 1743, Tadoussac 1747 et Cap-Santé 1754) et aucun presbytère. Il reste aussi de nombreuses œuvres d’art de cette époque dans plusieurs paroisses.

## Administration
Un ensemble de hauts et de petits fonctionnaires sont nommés pour assumer l’organisation de chaque gouvernement. Au gouverneur particulier (à Québec, c’était le gouverneur général), s’ajoutent un lieutenant de roi pour l’assister, un subdélégué de l’intendant (c'est le commissaire-ordonnateur ou le commissaire de la Marine ou le grand-voyer ou un garde-magasin), un état-major, des gardes pour le gouverneur, une Cour de justice avec juge, juge adjoint, procureur du roi, greffier, notaire, un château pour loger ce gouverneur et son personnel. Les officiers d’état-major ont des droits réels et des droits honorifiques.

### Gouverneurs
Le premier gouverneur en titre est Charles Huault de Montmagny en 1645. Ceux qui précèdent dans la liste portaient le titre de lieutenant.

### Lieutenants de roi
Selon Pierre-Georges Roy, « Les lieutenants de roi étaient les lieutenants des gouverneurs particuliers. Ils s’occupaient surtout de la partie militaire, des troupes et des fortifications et suppléaient les gouverneurs en leur absence. »
- François Provost, 29 février 1692
- Antoine de Crisafy, 28 mai 1699
- Charles-Gaspard Piot de Langloiserie, 1er juin 1703
- Louis de la Porte de Louvigny, 27 avril 1716
- François Le Verrier de Rousson, 15 mai 1725
- Jean-Baptiste de Saint-Ours Deschaillons, 1er avril 1733
- François-Pierre de Rigaud de Vaudreuil, 2 février 1748
- Paul-Joseph Lemoyne, chevalier de Longueuil, 1er mai 1749
- Jean-Baptiste Nicolas Roch de Ramezay, 1er mai 1757

### Majors
Selon Pierre-Georges Roy, les majors « avaient la charge de la police des troupes et voyaient aux détails de l’administration militaire. »
- François Provost, 14 mai 1669
- François de Galliffet, 6 février 1692
- Charles-Gaspard Piot de Langloiserie, 28 mai 1699
- Louis de la Porte de Louvigny, 1er juin 1703
- Jean Bouillet de la Chassaigne, 27 avril 1716
- François Mariaucheau d’Esgly, 7 mai 1720
- Claude-Michel Bégon de la Cour, 23 avril 1726
- Jean-Baptiste de Saint-Ours Deschaillons, 5 février 1731
- Jacques-Hugues Péan de Livaudière, 1er avril 1733
- Paul-Joseph Lemoyne, chevalier de Longueuil, 2 février 1748
- Jean-Baptiste-Nicolas Roch de Ramesay, 1er mai 1749
- Jean-Daniel Dumas, 1er mai 1757
- Louis Le Verrier, 1er janvier 1759

## Châteaux du gouverneur

### Personnel du château
- Hector Theophilus de Cramahé, secrétaire du gouvernement, de 1760 à 1764[15]

## Démographie
| Tableau de la population des trois gouvernements 1666-1765 | Tableau de la population des trois gouvernements 1666-1765 | Tableau de la population des trois gouvernements 1666-1765 | Tableau de la population des trois gouvernements 1666-1765 | Tableau de la population des trois gouvernements 1666-1765 |
| | Gouvernement de Québec                                     | Gouvernement de Trois-Rivières                             | Gouvernement de Montréal                                   | Total                                                      |
| --- | ---------------------------------------------------------- | ---------------------------------------------------------- | ---------------------------------------------------------- | ---------------------------------------------------------- |
| 1666 | 2135                                                       | 455                                                        | 625                                                        | 3215                                                       |
| 1688 | 6223                                                       | 1406                                                       | 2674                                                       | 10303                                                      |
| 1698 | 8981                                                       | 1590                                                       | 3244                                                       | 13815                                                      |
| 1739 | 23337                                                      | 3352                                                       | 17012                                                      | 42701                                                      |
| 1765 | 35913                                                      | 7313                                                       | 26584                                                      | 69810                                                      |
| Sources : Données de 1666, 1688 et 1698 : Hubert Charbonneau, Vie et mort de nos ancêtres, Étude démographique, Montréal, Presses de l’Université de Montréal, 1975, page 40. / Données de 1739 et 1765 : Recensements du Canada 1666-1871, vol. 4, Ottawa, 1876. |                                                            |                                                            |                                                            |                                                            |